# (5768) Pittich
(5768) Pittich (1986 TN1) – planetoida z pasa głównego asteroid okrążająca Słońce w ciągu 3,66 lat w średniej odległości 2,37 j.a. Odkryta 4 października 1986 roku.